# Nam Úc
Nam Úc (tiếng Anh: South Australia, viết tắt SA) là một bang ở phần nam trung của Úc. Bang này có một số bộ phận khô hạn nhất của lục địa. Với tổng diện tích là 983.482 kilômét vuông (379.725 dặm vuông Anh), đây là bang lớn thứ tư tại Úc.

## Vị trí địa lý
Nam Úc có biên giới với tất cả các bang đại lục khác và với Lãnh thổ Phương Bắc: 
- Phía đông giáp các bang New South Wales và Victoria
- Phía đông bắc giáp bang Queensland
- Phía tây giáp bang Tây Úc
- Phía nam giáp vịnh Đại Úc thuộc Ấn Độ Dương
- Phía bắc giáp Lãnh thổ Phương Bắc [1]

Với trên 1,6 triệu dân, Nam Úc chiếm dưới 8% dân số toàn quốc và xếp thứ 5 trong số các bang và lãnh thổ. Đa số cư dân Nam Úc cư trú tại thủ phủ bang là Adelaide. Hầu hết các cư dân còn lại cư trú tại các khu vực phì nhiêu dọc duyên hải đông nam và sông Murray. Nam Úc có lịch sử độc nhất tại Úc khi là một khu vực định cư tự do và có kế hoạch của Anh, thay vì là một điểm định cư hình sự.
Mặc dù lịch sử Nam Úc mang dấu ấn với khó khăn về kinh tế, song cách tân về chính trị và sôi nổi về văn hóa. Ngày nay, Nam Úc nổi tiếng với rượu vang và một số lễ hội văn hóa. Kinh tế Nam Úc tập trung vào nông nghiệp, chế tạo và khai mỏ, và có một khu vực tài chính ngày càng quan trọng.

## Lịch sử
Bằng chứng về hoạt động của con người tại Nam Úc truy nguyên xa đến 20.000 năm, với hoạt động khai thác đá lửa và tranh khắc đá tại hang Koonalda thuộc đồng bằng Nullarbor. Ngoài ra, các giáo và công cụ làm bằng gỗ được làm tại một khu vực nay bị than bùn bao phủ tại đông nam. Đảo Kangaroo có người cư trú từ lâu trước khi bị tách khỏi đại lục do mực nước biển dâng.

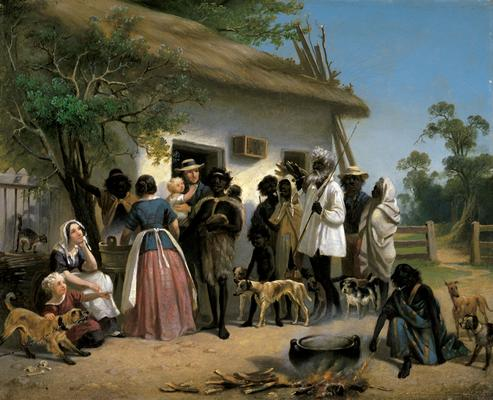
Những người châu Âu đến định cư và dân Nguyên trú, 1850

Sự kiện người châu Âu đầu tiên được ghi nhận là trông thấy bờ biển Nam Úc diễn ra vào năm 1627 khi tàu Gulden Zeepaert của Hà Lan dưới quyền chỉ huy của François Thijssen khảo sát đường bờ biển Nam Úc. Thijssen đặt tên lãnh thổ mà ông khám phá là "Đất Pieter Nuyts", theo tên cá nhân có địa vị cao nhất trên tàu. Đường bờ biển Nam Úc lần đầu tiên được lập bản đồ là vào năm 1802, nhờ Matthew Flinders và Nicolas Baudin.
Người Anh yêu sách đối với lãnh thổ mà nay tạo thành Nam Úc vào năm 1788 như bộ phận của thuộc địa New South Wales. Thuộc địa mới này bao gồm gần hai phần ba lục địa, song các khu dân cư đầu tiên đều nằm tại duyên hải phía đông và chỉ một vài nhà thám hiểm dũng cảm mạo hiểm đến khu vực viễn tây này. Mất bốn mươi năm trước khi có đề xuất nghiêm túc về việc thiết lập các khu định cư tại phần tây nam của New South Wales. Năm 1834, Quốc hội Anh thông qua Đạo luật Nam Úc 1834 (Đạo luật Thành lập), theo đó cho phép thành lập tỉnh Nam Úc. Đạo luật ghi rằng 802.511 kilômét vuông (309.851 dặm vuông Anh) được giao cho thuộc địa và đây sẽ là một nơi miễn tiếp nhận tù nhân. Tương phản với phần còn lại của Úc, nguyên tắc "lãnh thổ vô chủ" không áp dụng cho tỉnh mới. Chế cáo đi kèm với đạo luật công nhận quyền sở hữu của người Nguyên trú và ghi rằng không hành động nào có thể được tiến hành nếu ảnh hưởng đến các quyền lợi của người Nguyên trú. Mặc dù chế cáo bảo đảm quyền lợi đất đai theo luật cho các cư dân bản địa, song nó bị Công ty Nam Úc và những người chiếm đất lờ đi.
Bảy chiếc thuyền chở 636 người tạm thời dừng chân tại Kingscote trên đảo Kangaroo, sau đó địa điểm chính thức của thuộc địa được lựa chọn tại Adelaide hiện nay. Những di dân đầu tiên đến tại vịnh Holdfast vào tháng 11 năm 1836, và thuộc địa được công bố vào ngày 28 tháng 12 năm 1836, nay được gọi là ngày Tuyên ngôn. Nam Úc là bang duy nhất tại Úc mà người định cư hoàn toàn có thân phận tự do.
Kế hoạch cho thuộc địa là một hiện thân lý tưởng của các phẩm chất tốt nhất trong xã hội Anh, có nghĩa là không có kỳ thị tôn giáo hoặc thất nghiệp và, do người ta tin rằng nó sẽ có rất ít tội phạm trong số lượng ít ỏi những người định cư ban đầu nên không có cảnh sát chuyên nghiệp được phái đến. Ủy viên Thuộc địa có ý định nhanh chóng thiết lập một lực lượng cảnh sát khi các hành vi sai trái trong dân chúng gia tăng. Đầu năm 1838, các di dân trở nên lo ngại sau khi có tường trình rằng các tù nhân trốn từ phía đông có thể đến Nam Úc. Cảnh sát Nam Úc được thành lập vào tháng 4 năm 1838 để bảo hộ cộng đồng và thực thi các nghị quyết của chính phủ. Vai trò chủ yếu của họ là vận hành nhà tù tạm thời đầu tiên.
Nam Úc cấp quyền bầu cử hạn chế cho nữ giới vào năm 1861, và đến năm 1895 thì trở thành nơi thứ hai trên thế giới cấp quyền bầu cử phổ thông (sau New Zealand), và là nơi đầu tiên mà nữ giới được cấp cả quyền bỏ phiếu và ứng cử.
Ngày 1 tháng 1 năm 1901, sau một tuyên bố của Nữ vương Victoria, Nam Úc trở thành một bang của Thịnh vượng chung Úc. đến năm 1906, mỏ uranium đầu tiên của Nam Úc mở cửa tại Radium Hill. Năm 1910, chính phủ của John Verran trở thành chính phủ Công đảng hoàn toàn đầu tiên trên thế giới.
Sau Chiến tranh thế giới thứ hai, bãi tên lửa Woomera được thành lập vào năm 1947 trong Dự án chung Anh-Úc – đương thời là một trong bốn bãi tên lửa duy nhất trên thế giới. Nhộn nhịp suốt thập niên 1950, Woomera đóng một vai trò quan trọng trong phát triển công nghệ không gian. Với trợ giúp của Hoa Kỳ, vệ tinh đầu tiên của Úc là Wresat 1 được phóng từ Woomera vào tháng 11 năm 1967. Dự án biến Úc trở thành quốc gia thứ tư phóng vệ tinh từ lãnh thổ của mình, một điểm nhấn của khoa học Úc.
Thập niên 1960 và 1970 chứng kiến sự ban hành một loạt pháp luật có tính dấu mốc tại Nam Úc: Đạo luật cấm kỳ thị 1966 mà theo đó cấm kỳ thị dựa theo chủng tộc, màu da, hoặc quốc gia xuất xứ; và Đạo luật kỳ thị giới tính 1975 mà theo đó cấm chỉ kỳ thị dựa theo giới tính, tình trạng hôn nhân, hoặc tình dục bất chính. Năm 1975, Nghị viện "hợp pháp hóa" các hành vi tình dục đồng giới; và trong năm 1976 hiếp dâm trong hôn nhân trở thành một hành vi hình sự.
Năm 1976, Đạo luật Đất Pitjantjatjara trao cho các dân tộc Nguyên trú Pitjantjatjara và Yankunytjatjarra quyền sử hữu không chuyển nhượng đối với 100.000 km² đất của họ. Trong cùng năm, Nam Úc bổ nhiệm thống đốc Nguyên trú đầu tiên của một bang tại Úc, khi Douglas Nicholls trở thành toàn quyền của Nam Úc.
Năm 1987, sản xuất đồng, vàng, và bạc bắt đầu tại mỏ Olympic Dam, mỏ này cũng sở hữu trữ lượng uranium lớn nhất được biết đến trên thế giới.

## Địa lý

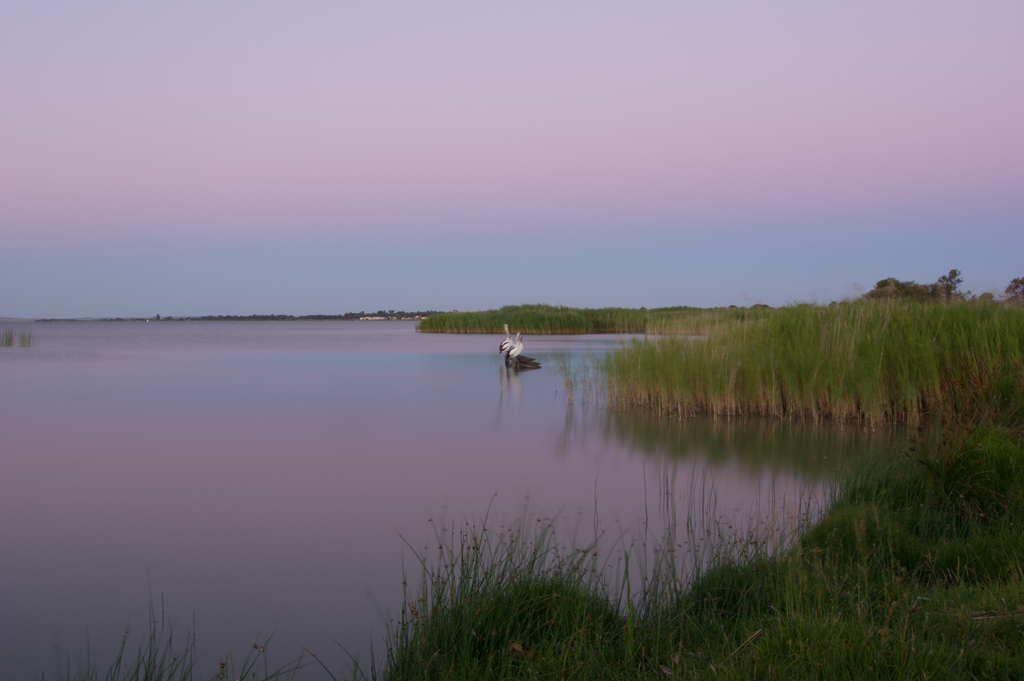
Hồ Albert, một hồ nước ngọt gần cửa của sông Murray

Địa hình Nam Úc phần lớn gồm các mục địa khô hạn và bán khô hạn, cùng một số dãy núi thấp. Quan trọng nhất là hệ thống Mount Lofty-Flinders Ranges, trải dài về phía bắc khoảng 800 kilômét (497 mi) từ Cape Jervis đến cực bắc của hồ Torrens. Điểm cao nhất của Nam Úc là núi Woodroffe (1.435 mét (4.708 ft)) thuộc dãy Musgrave tại cực tây bắc của bang. Phần nam tây của bang gồm đồng bằng Nullarbor có dân cư thưa thớt, trông ra vách đá của vịnh Đại Úc. Khu vực duyên hải có vịnh Spencer cùng các bán đảo Eyre và Yorke bao quanh vịnh.
Ngành kinh tế và xuất khẩu chủ yếu của Nam Úc là lúa mì, rượu vang, và len. Trên một nửa rượu vang Úc được sản xuất tại các khu vực của Nam Úc như: Thung lũng Barossa, Thung lũng Clare, McLaren Vale, Coonawarra, Riverland và Adelaide Hills.
Nam Úc có biên giới với mọi bang đại lục của Úc. Năm 1863, bộ phận của New South Wales nằm tại phía bắc của Nam Úc được sáp nhập vào Nam Úc, với tên gọi là "Lãnh thổ Phương Bắc của Nam Úc", gọi tắt là Lãnh thổ Phương Bắc. Đến năm 1911, Lãnh thổ Phương Bắc được trao cho chính phủ liên bang và trở thành một lãnh thổ riêng.
Trên các bản đồ của Úc, bờ biển phía nam của Nam Úc ở bên Nam Đại Dương, song định nghĩa quốc tế của Nam Đại Dương chỉ đến 60°N hoặc 55°N, cách gần nhất là 17° từ điểm cực nam của Nam Úc, do đó vùng biển này là bộ phận của Ấn Độ Dương.
Phần phía nam của bang có một khí hậu Địa Trung Hải, trong khi phần còn lại của bang có khí hậu khô hạn hoặc bán khô hạn. Nhiệt độ Nam Úc dao động từ 29 °C (84 °F) trong tháng 1 đến 15 °C (59 °F) trong tháng 7. Nhiệt độ ngày tại nhiều nơi trong bang vào tháng 1 và tháng 2 có thể lên đến 48 °C (118 °F).
Nhiệt độ tối đa ghi nhận được tại Nam Úc là 50,7 °C (123,3 °F) tại Oodnadatta vào ngày 2 tháng 1 năm 1960, cũng là nhiệt độ chính thức cao nhất ghi nhận được tại Úc. Nhiệt độ tối thiểu ghi nhận được tại Nam Úc là −8,2 °C (17,2 °F) tại Yongala vào ngày 20 tháng 7 năm1976.
| Dữ liệu khí hậu của Nam Úc | Dữ liệu khí hậu của Nam Úc | Dữ liệu khí hậu của Nam Úc | Dữ liệu khí hậu của Nam Úc | Dữ liệu khí hậu của Nam Úc | Dữ liệu khí hậu của Nam Úc | Dữ liệu khí hậu của Nam Úc | Dữ liệu khí hậu của Nam Úc | Dữ liệu khí hậu của Nam Úc | Dữ liệu khí hậu của Nam Úc | Dữ liệu khí hậu của Nam Úc | Dữ liệu khí hậu của Nam Úc | Dữ liệu khí hậu của Nam Úc | Dữ liệu khí hậu của Nam Úc |
| Tháng                      | 1                          | 2                          | 3                          | 4                          | 5                          | 6                          | 7                          | 8                          | 9                          | 10                         | 11                         | 12                         | Năm                        |
| -------------------------- | -------------------------- | -------------------------- | -------------------------- | -------------------------- | -------------------------- | -------------------------- | -------------------------- | -------------------------- | -------------------------- | -------------------------- | -------------------------- | -------------------------- | -------------------------- |
| Cao kỉ lục °C (°F)         | 50.7 (123.3)               | 48.2 (118.8)               | 46.5 (115.7)               | 42.1 (107.8)               | 36.5 (97.7)                | 34.0 (93.2)                | 34.2 (93.6)                | 36.5 (97.7)                | 41.5 (106.7)               | 45.4 (113.7)               | 47.9 (118.2)               | 49.1 (120.4)               | 50.7 (123.3)               |
| Thấp kỉ lục °C (°F)        | 0.2 (32.4)                 | 0.8 (33.4)                 | −2.2 (28.0)                | −3.5 (25.7)                | −6.6 (20.1)                | −8.1 (17.4)                | −8.2 (17.2)                | −6.0 (21.2)                | −4.5 (23.9)                | −4.4 (24.1)                | −2.0 (28.4)                | −0.5 (31.1)                | −8.2 (17.2)                |
| Nguồn: Cục Khí tượng       |                            |                            |                            |                            |                            |                            |                            |                            |                            |                            |                            |                            |                            |

## Kinh tế

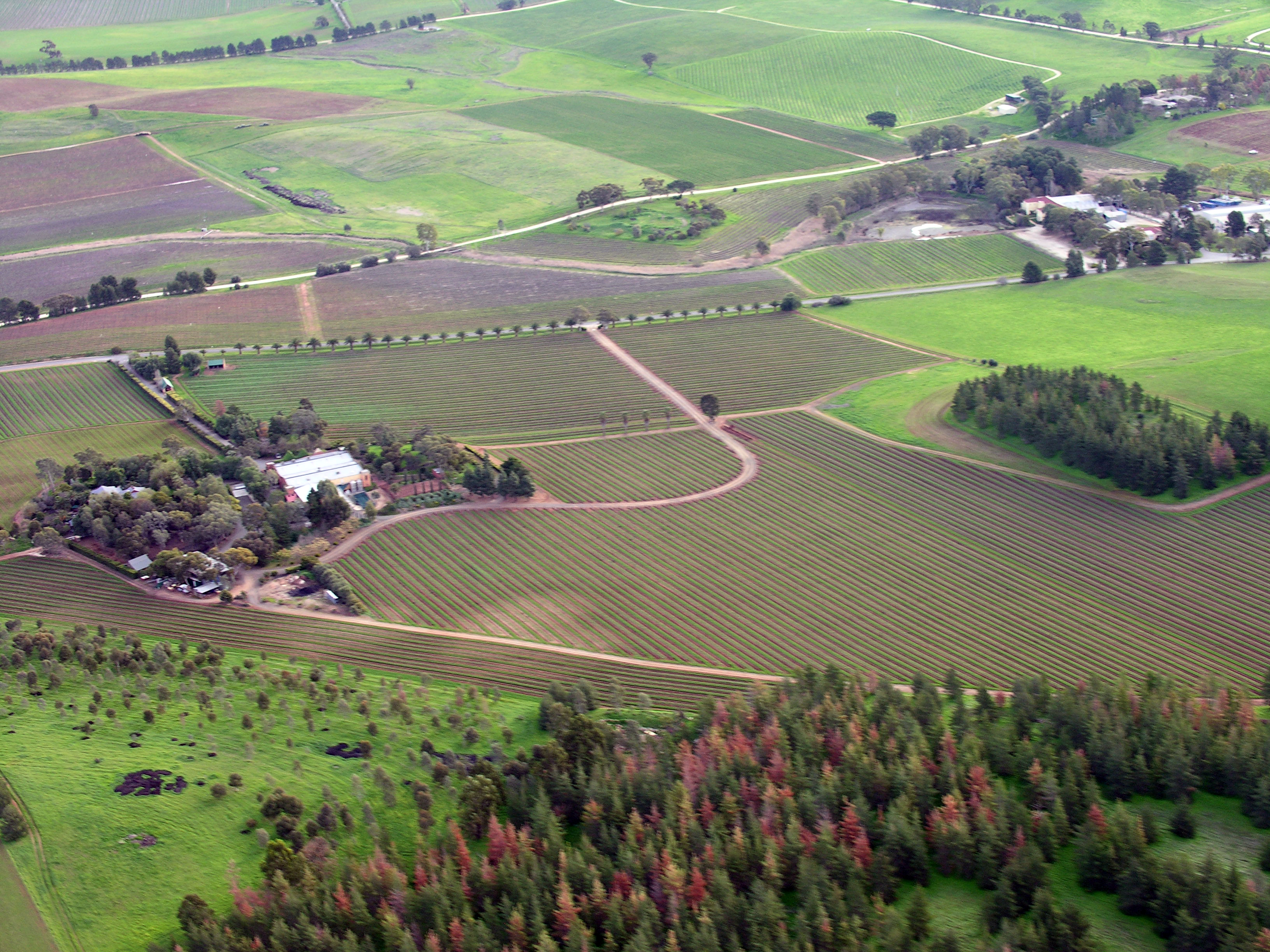
Quang cảnh ruộng nhọ tại Thung lũng Barossa, một khu vực sản xuất rượu vang lớn.

Lĩnh vực thu hút lao động lớn nhất của Nam Úc là y tế và trợ giúp xã hội, vượt qua lĩnh vực chế tạo từ năm 2006–07. Năm 2009–10, ngành chế tạo tại Nam Úc tạo công việc trung bình cho 83.700 người so với 103.300 của y tế và hỗ trợ xã hội. Y tế và hỗ trợ xã hội chiếm gần 13% lao động trung bình năm của bang. Bán lẻ là lĩnh vực thu hút lao động lớn thứ nhì tại Nam Úc (2009–10), với 91.900 công việc, và chiếm 12% lực lượng lao động của bang.
Ngành chế tạo giữ một vai trò quan trọng trong kinh tế Nam Úc, tạo ra 11,7% GSP của bang và giữ một phần lớn trong xuất khẩu. Ngành chế tạo gồm ô tô (44% tổng sản lượng của Úc, 2006) và linh kiện, dược phẩm, công nghệ quốc phòng và các hệ thống điện tử. Kinh tế Nam Úc dựa vào xuất khẩu hơn bất kỳ bang nào tại Úc.
Tăng trưởng kinh tế của Nam Úc tụt hậu so với phần còn lại của liên bang, đặc biệt là từ khi Ngân hàng Bang Nam Úc sụp đổ.
Kinh tế Nam Úc gồm các ngành chính sau: thịt và chế biến thịt, lúa mì, rượu vang, len và da cừu, máy móc, kim loại và sản xuất kim loại, ngư nghiệp, xe cộ, và sản xuất dầu mỏ. Các ngành khác như giáo dục và công nghệ quốc phòng đang gia tăng tầm quan trọng.
Mỏ Olympic Dam nằm gần Roxby Downs tại miền bắc của Nam Úc có trữ lượng uranium lớn nhất thế giới, sở hữu trên một phần ba trữ lượng có thể khai thác với giá rẻ của thế giới và chiếm 70% của Úc. Mỏ thuộc quyền sở hữu và điều hành của BHP Billiton, hiện chiếm 9% sản lượng uranium toàn cầu.

## Chính phủ

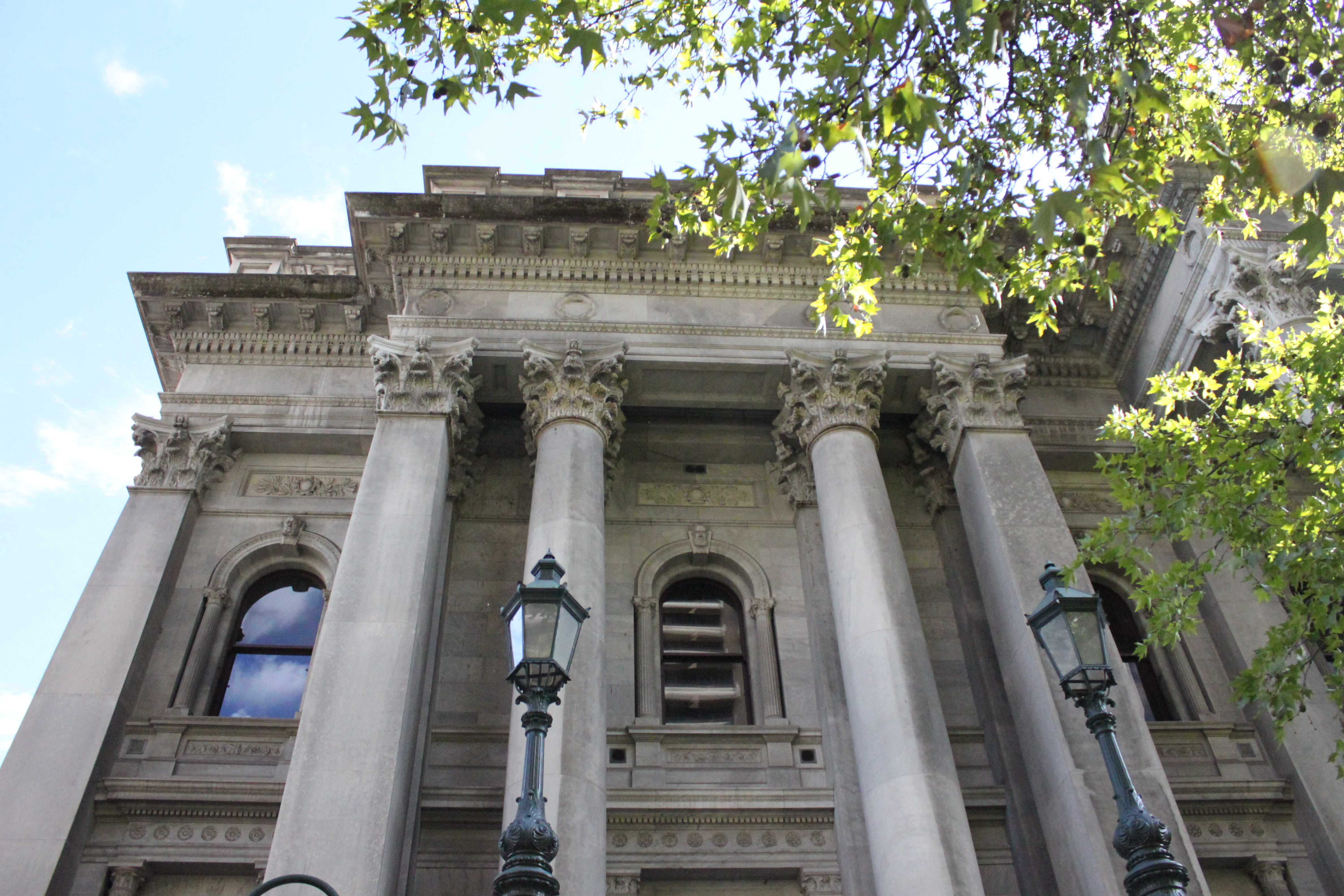
Tòa nhà Nghị viện, Adelaide

Nam Úc tuân theo chế độ quân chủ lập hiến với quân chủ là Quốc vương Úc, và thống đốc của Nam Úc là người đại diện cho bà. Nghị viện Nam Úc gồm có một Hội nghị viện (hạ viện) và một Hội đồng Lập pháp (thượng viện), bầu cử lập pháp được tổ chức mỗi bốn năm.
Ban đầu, thống đốc nắm giữ hầu như toàn bộ quyền lực, dựa theo văn kiện thành lập thuộc địa của chính phủ đế quốc. Nhân vật này chỉ chịu trách nhiệm trước Bộ Thuộc địa Anh, và do đó không tồn tại chế độ dân chủ tại thuộc địa. Một thể chế mới được lập ra để khuyến nghị cho thống đốc về quản trị Nam Úc vào năm 1843 mang tên Hội nghị Lập pháp. Thể chế này có ba đại biểu của Chính phủ Anh và bốn di dân do thống đốc bổ nhiệm. Thống đốc duy trì toàn quyền hành pháp.
Năm 1851, Quốc hội Anh phê chuẩn Đạo luật chính phủ các thuộc địa Úc, theo đó cho phép bầu cử các đại biểu vào mỗi cơ quan lập pháp thuộc địa và phê chuẩn một hiến pháp để tạo ra chính phủ đại diện và chịu trách nhiệm tại Nam Úc. Sau đó, các di dân có tài sản và là nam giới được phép bầu cử 16 thành viên cbo một Hội đồng Lập pháp gồm 24 thành viên, 8 thành viên do thống đốc bổ nhiệm.
Trách nhiệm chủ yếu của thể chế này là soạn thảo một hiến pháp cho Nam Úc. Thể chế soạn thảo hiến pháp dân chủ nhất từng tồn tại trong Đế quốc Anh và cấp quyền phổ thông đầu phiếu cho nam giới. Hiến pháp thiết lập Nghị viện Nam Úc có lưỡng viện. Năm 1894, Nam Úc là thuộc địa Úc đầu tiên cho phép phụ nữ bầu cử và là Nghị viện đầu tiên trên thế giới cho phép phụ nữ ứng cử.
Nam Úc được chia thành 74 khu vực chính quyền địa phương. Các chính quyền địa phương chịu trách nhiệm đối với các chức năng mà Nghị viện Nam Úc ủy quyền, như cơ sở hạ tầng đường bộ và quản lý chất thải. Thu nhập của hội đồng đến từ thuế tài sản và trợ cấp của chính phủ.
Tháng 9 năm 2014, ông Lê Văn Hiếu - người Úc gốc Việt chính thức đảm nhiệm chức vụ Toàn quyền (Thống đốc) Tiểu bang Nam Úc thay thế Đề đốc Kevin Scarce. Ông là người châu Á và Việt Nam đầu tiên được nữ hoàng Anh chọn làm Toàn quyền Nam Úc.

## Nhân khẩu
Đa số cư dân trong bang sống trong khu vực đại đô thị Adelaide với ước tính là 1.262.940 vào năm 2011 (77,1% toàn bang). Các trung tâm dân cư đáng kể khác là Mount Gambier (28.313), Whyalla (22.489), Murray Bridge (17.152), Port Lincoln (15.682), Port Pirie (14.281), Port Augusta (14.196), và Victor Harbor (13.671).

## Giáo dục

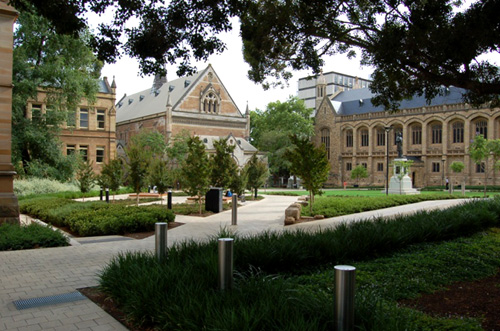
Đại học Adelaide

Ngày 1 tháng 1 năm 2009, tuổi được rời trường phổ thông tại Nam Úc tăng lên 17. Giáo dục là bắt buộc đối với mọi trẻ em cho đến năm 17 tuổi, trừ khi họ đang làm việc hoặc theo một chương trình đào tạo khác. Đa số học sinh hoàn thành chứng chỉ giáo dục SACE. Giáo dục phổ thông là trách nhiệm của chính phủ Nam Úc, song các hệ thống trường công và tư được tài trợ phối hợp từ chính phủ cấp bang và liên bang.
Ngày 14 tháng 6 năm 2013, Nam Úc trở thành bang thứ ba đăng ký Chương trình Cải cách Gonski của chính phủ liên bang. Điều này sẽ khiến tài trợ cho giáo dục tiểu học và trung học tại Nam Úc tăng lên $1,1 tỷ trước năm 2019.
Tồn tại ba trường đại học công và ba trường đại học tư tại Nam Úc. Các đại học công lập là Đại học Adelaide (thành lập năm 1874), Đại học Flinders of South Australia và Đại học South Australia. Ba đại học tư thục là Đại học Carnegie Mellon - Australia, Trường Năng lượng và Tài nguyên (Úc) của Viện Đại học London, và Đại học Cranfield. Toàn bộ sáu trường có khu trường sở chính tại khu vực đại đô thị Adelaide.

## Giao thông
Sau khi lập khu định cư, loại hình giao thông chính của Nam Úc là hàng hải. Giao thông đường bộ hạn chế, dùng đến ngựa và bò. Đến giữa thế kỷ 19, bang bắt đầu phát triển một hệ thống đường sắt rộng khắp, song mạng lưới tàu duyên hải tiếp tục cho đến thời kỳ hậu chiến. Đường bộ bắt đầu được cải thiện khi xuất hiện ô tô. Đến cuối thế kỷ 19, giao thông đường bộ chi phối giao thông nội địa tại Nam Úc.
Nam Úc hiện có bốn liên kết đường sắt liên bang, đến Perth qua đồng bằng Nullarbor, đến Darwin qua trung tâm lục địa, đến New South Wales qua Broken Hill, và đến Melbourne. Giao thông đường sắt có vai trò quan trọng đối với nhiều mỏ tại miền bắc của bang. Adelaide có giao thông đường sắt đô thị hạn chế.
Nam Úc có hệ thống đường bộ rộng khắp, liên kết các đô thị và các bang khác. Đường bộ là loại hình giao thông phổ biến nhất trong các khu vực đô thị lớn với ô tô chiếm ưu thế. Giao thông công cộng tại Adelaide hầu hết là nhờ xe buýt, với thời gian hoạt động suốt ngày.
Sân bay Adelaide có các đường bay định kỳ đến các thủ phủ khác và các đô thị chính của Nam Úc. Sân bay cũng có các đường bay hàng ngày đến một số sân bay trung tâm của châu Á.
Sông Murray nguyên là một tuyến giao thương quan trọng đối với Nam Úc, với các tàu hơi nước liên kết các khu vực nội lục với đại dương tại Goolwa.
Nam Úc có một cảng container tại cảng Adelaide. Bang còn có một số cảng quan trọng khác nằm dọc bờ biển để phục vụ chuyên chở khoáng sản và lương thực có hạt. Đảo Kangaroo dựa vào phà Sea Link giữa mũi Jervis và Penneshaw.

## Thể thao
Bóng đá kiểu Úc là môn thể thao có khán giả phổ biến nhất tại Nam Úc, là môn mà người Nam Úc có tỷ lệ tham gia cao nhất toàn quốc. Hai đội sân cỏ của Nam Úc tham gia giải bóng đá Úc (kiểu Úc): Adelaide Football Club và Port Adelaide Football Club. Giải bóng đá quốc gia Nam Úc (kiểu Úc) là một giải đấu địa phương được yêu thích.
Cricket là môn thể thao mùa hè phổ biến nhất tại Nam Úc và thu hút nhiều khán giả. Nam Úc có một đội tuyển cricket là Southern Redbacks. Đội tuyển bóng đá của Nam Úc thi đấu tại A-League là Adelaide United F.C.